# Una gallina nel vento
Una gallina nel vento (風の中の牝雞?, Kaze no naka no mendori) è un film del 1948 diretto da Yasujirō Ozu.
Si tratta di uno dei film più duri del regista perché realizzato nel 1948, anno in cui il Giappone non disponeva ancora di un sistema di assicurazione sanitaria universale e le famiglie che attendevano il ritorno dei propri cari affrontavano enormi difficoltà. In più, molti soldati erano ancora trattenuti nei campi di prigionia siberiani.
La pellicola include scene di violenza inusuali per Ozu e, in una in particolare, si è dovuto utilizzare uno stuntman.

## Trama
Tokyo, immediato dopoguerra: con il marito Shūichi non ancora ritornato dal fronte, Tokiko vive in una condizione di estrema povertà ed è costretta ad arrangiarsi come meglio può per trovare il cibo necessario per sé e per suo figlio Hiroshi. L'improvvisa malattia di Hiroshi, colpito da una colite acuta, mette Tokiko con le spalle al muro; non avendo il denaro per pagare le spese mediche, la donna è costretta a prostituirsi in una casa d'appuntamenti. Hiroshi, dopo alcuni giorni, guarisce e con i soldi guadagnati dopo aver intrattenuto un cliente, Tokiko riesce a pagare i debiti ospedalieri, promettendosi di non fare più quel lavoro. Passato del tempo, Shūichi torna dalla guerra e nella famiglia Amamiya ritorna finalmente un po' di felicità, dopo un lungo periodo buio. 
Una sera, Tokiko si vede costretta a rivelare al marito della malattia di Hiroshi e di come ha sostenuto le spese mediche; Shūichi rimane sconvolto dalla notizia e se ne va di casa, infuriato con la moglie. Nei giorni seguenti Shūichi racconta la situazione al suo collega di lavoro Satake, il quale prende subito le difese di Tokiko e lo invita a perdonarla immediatamente, ma lui non ne vuole sapere e sfoga la sua frustrazione in casa, picchiando la moglie. Dopo essersi fatto dare da Tokiko l'indirizzo della casa d'appuntamenti, Shūichi decide di farvi visita per poi incontrarsi con una ragazza, costretta anche lei, come aveva fatto Tokiko, a prostituirsi per mantenere la sua famiglia. Soltanto dopo essere tornato a casa ed aver quasi ucciso sua moglie spingendola accidentalmente giù dalle scale, Shūichi capisce di aver oltrepassato il limite e le implora perdono per non averla compresa prima. Tokiko e Shūichi si perdonano a vicenda e torna così la serenità nella loro famiglia.